# Fuerte Madalena
El Fuerte Madalena, también conocida como Fuerte Madliena (en maltés: Il-Fortizza tal-Madliena), es un fortificación poligonal en Madliena, en los límites de Swieqi, Malta. Se construyó entre 1878 y 1880 por los británicos como parte de las líneas Victoria. El fuerte ahora es de responsabilidad de las Fuerzas Armadas de Malta y se utiliza por el Cuerpo de Rescate de San Juan. 

## Historia
El Fuerte Madalena fue construido por los británicos como parte de las Líneas Victoria, una línea de fortificaciones a lo largo de la parte norte de Malta, que la divide respecto del sur, más densamente poblado. Es uno de los tres fuertes construidos a lo largo de las líneas, los otros dos son Fuerte Binġemma y Fuerte Mosta . 
El Fuerte Madalena, que se encuentra en el extremo oriental de la línea, fue el segundo de los fuertes que se construyeron. Fue construido en el sitio de una capilla del siglo XV dedicada a María Magdalena, que dio nombre al fuerte. La construcción del fuerte pentagonal comenzó en 1878 y se completó en 1880, con un costo total de 9.400 libras esterlinas. El fuerte en sí es bastante pequeño, con los lados cortos del pentágono de unos 30 metros de largo. Todo el fuerte está rodeado por una zanja de 6 metros de profundidad y 4 metros de ancho. Estaba armado con un solo cañón avancarga de 11 pulgadas, cuatro cañones de 64 libras, dos cañones de 40 y dos cañones de campo. Más tarde, se construyó una batería de artillería alrededor del fuerte pentagonal, frente al mar, para la defensa costera. La batería estaba armada con dos cañones BL de 9.2 pulgadas.
En 1906, los cañones RML de 11 pulgadas fueron reemplazados por cañones BL Mk X de 9.2 pulgadas que tenían un alcance efectivo de aproximadamente 8.000 yardas. Aunque las Líneas Victoria fueron abandonadas en 1907, el Fuerte Madalena, junto con Fuerte Binġemma, permanecieron en uso para la defensa costera. Sus armas fueron retiradas durante el período de entreguerras, y luego se utilizó por la Real Fuerza Aérea británica como un puesto de comunicaciones, así como, posteriormente, de estación de radar durante la Segunda Guerra Mundial. La OTAN siguió utilizando la estación de radar hasta que las fuerzas británicas abandonaron Malta en 1979 y el fuerte fue entregado a las Fuerzas Armadas de Malta.

## Actualmente
El Fuerte Madalena todavía es propiedad del gobierno y está bajo la responsabilidad del 4º Regimiento de las Fuerzas Armadas de Malta. Se instaló un radar VTMIS en 2006. El fuerte se alquila al Cuerpo de Rescate de San Juan, una organización voluntaria de defensa civil, y se utiliza como sede y escuela de formación.
El fuerte está en buenas condiciones, aunque algunas partes necesitan restauración. Está abierto al público los sábados por la tarde, o con cita previa durante toda la semana.
Una pared cercana a la entrada del fuerte se derrumbó parcialmente durante las fuertes lluvias de abril de 2019, y comenzó a restaurarse en junio de 2019.